# Hohen Neuendorf
Hohen Neuendorf város Németországban, azon belül Brandenburgban. Lakosainak száma 27 131 fő (2023. december 31.). Hohen Neuendorf Oranienburg, Mühlenbecker Land, Birkenwerder, Berlin, Leegebruch, Velten és Hennigsdorf községekkel határos.

## Városrészek
Hohen Neuendorf a következő városrészekből áll:
- Bergfelde
- Borgsdorf; a Havelhausen, Pinnow és Venedig hellyel
- Hohen Neuendorf (városmag); a Elseneck és Niederheide hellyel
- Stolpe

## Népesség
A település népességének változása:
| Lakosok száma | 26 001 | 26 159 | 26 658 | 27 139 | 27 131 |
|               | 2017   | 2019   | 2021   | 2022   | 2023   |